# SZE Apáczai Csere János Kar
A Széchenyi István Egyetem Apáczai Csere János Pedagógiai, Humán- és Társadalomtudományi Kara 2016 óta a Széchenyi István Egyetem része. Mint felsőfokú tanítóképző intézet 1959 óta működik, a korábbi középfokú tanítóképző átalakulásával. 2015-ig a Nyugat-magyarországi Egyetemhez tartozott, korábban Apáczai Csere János Tanítóképző Főiskola néven önálló intézményként működött.

## Története
Győrben 1778 óta zajlik pedagógusképzés, a kar önálló főiskolaként 1975-től 1999 utolsó napjáig működött.

### Integrálódás a Nyugat-magyarországi Egyetembe
Az intézmény - az országgyűlés döntése értelmében -  2000. január 1-jétől a Nyugat-magyarországi Egyetem Apáczai Csere János Tanítóképző Főiskolai Karaként működött tovább, ezzel önállósága megszűnt. 2006 szeptemberétől Nyugat-magyarországi Egyetem Apáczai Csere János Kar lett az intézmény neve.
A millenniumi évhez kapcsolódóan, Apáczai Csere János születésének 375. évfordulóján a főépület udvarán az intézmény névadójáról készült köztéri szobor avatására került sor (Lipovics János iparművész alkotása).
A 2001/2002. tanévben a kar jogosultságot szerzett a tanulásban akadályozottak pedagógiája tanári szak, valamint felsőfokú szakképzés keretében az idegenforgalmi szakmenedzser szak indítására. A 2003/2004. tanévben elindult az idegenforgalom és szálloda szak, melynek hallgatói négyéves képzés keretében sajátíthattak el az idegenforgalom terén gyakorlatban is hasznosítható ismereteket. 
A Gyakorló Általános Iskola a 2003/2004. tanévtől az Apáczai Kartól a Nyugat-magyarországi Egyetem szervezetéhez került. Az egyetem gyakorlóiskolája 2004 tavaszán, az egykori tanítóképző gyakorlóosztálya első tanítójának, Öveges Kálmánnak a nevét vette fel. 
A Kar 2005-ben a bolognai folyamat keretében hat alapszak indítására nyújtotta be szakindítási kérelmét. A megkapott engedélyek birtokában 2006 szeptemberétől az alábbi képzések indultak: tanító, gyógypedagógia, szociálpedagógia, rekreációszervezés és egészségfejlesztés, turizmus-vendéglátás, andragógia. 2007. szeptember 1-jén a Hotel Famulus oktatószállodát vehették birtokukba a hallgatók, ezáltal az idegenforgalmi képzés infrastrukturális feltételei teljessé váltak. Ez időtől fogva a szálloda biztosította a turizmus-vendéglátás alapszakosok féléves szakmai gyakorlatának a helyszínét. 
A 2008/2009. tanévtől a képzési kínálat a vendéglátó szakmenedzser felsőfokú szakképzéssel bővült. Jelentős esemény volt a kar életében az első mesterszak: az emberi erőforrás tanácsadó MA indítása 2008 őszén. A 2010/2011. tanévtől új lehetőségként jelent meg a felvételizők számára a képzések között az üzleti szakoktató alapszak.

### Integrálódás a Széchenyi István Egyetembe
2015 szeptemberében a felsőoktatásért felelős államtitkárság bejelentette, hogy a Nyugat-magyarországi Egyetem mosonmagyaróvári Mezőgazdaság- és Élelmiszer-tudományi Kara, valamint a győri Apáczai Csere János Kar kivált a soproni székhelyű univerzitásból és a győri Széchenyi István Egyetem részeként működik tovább. Az Apáczai 15, a Nyugat-magyarországi Egyetem berkeiben töltött év után csatlakozott 2016. januártól a Széchenyi István Egyetemhez, annak pedagógiai, bölcsészettudományi, társadalomtudományi képzési területeit kínálja. 

### Tanszékek
- Bölcsészettudományi és Humánerőforrás-fejlesztési Tanszék
- Gyógypedagógiai Tanszék
- Nemzetközi Tanulmányok és  Kommunikáció Tanszék
- Neveléstudományi és Pszichológia Tanszék
- Szakmódszertani Tanszék
- Szociális Tanulmányok és Szociológia  Tanszék

## Képzések

### Alapszakok
- Gyógypedagógia alapszak
- Közösségszervező alapszak
- Nemzetközi tanulmányok alapszak (magyar nyelven)
- Nemzetközi tanulmányok alapszak (angol nyelven)
- Szakoktató alapszak
- Szociális munka alapszak
- Szociálpedagógia alapszak
- Szociológia alapszak
- Tanító alapszak

### Mesterszakok
- Emberi erőforrás tanácsadó mesterszak
- Gyermekkultúra mesterszak
- Kulturális mediáció mesterszak
- Közösségi és civil tanulmányok mesterszak